# Narciso
Narciso dos Santos, född den 23 december 1973 i Sergipe, Brasilien, är en brasiliansk fotbollsspelare. Vid fotbollsturneringen under OS 1996 i Atlanta deltog han i det brasilianska lag som tog brons. 